# Hécatomnos (athlète)
Ne doit pas être confondu avec le satrape Hécatomnos
Hécatomnos (grec ancien : Ἑκατόμνος) est un athlète grec « triastès » car trois fois vainqueur olympique.
Les sources divergent quant à sa cité d'origine. Pour Eusèbe de Césarée, il serait né à Élis. Pour Phlégon, il serait originaire de Milet,. Il pourrait aussi avoir été fait citoyen d'Élis en l'honneur de ses victoires olympiques.
Hécatomnos réalisa le triplé stadion d'une longueur d'un stade (environ 192 m), díaulos (double stade, soit environ 384 m) et hoplitodromos (course en armes d'une longueur de deux stades) lors des 177e Jeux olympiques, en 72 av. J.-C.,,,.

## Sources
- (en) Paul Christesen, Olympic Victor Lists and Ancient Greek History, New York, Cambridge University Press, 2007, 580 p. (ISBN 978-0-521-86634-7).
- Eusèbe de Césarée, Chronique, Livre I, 70-82. Lire en ligne.
- (en) Mark Golden, Sport in the Ancient World from A to Z, Londres, Routledge, 2004, 184 p. (ISBN 0-415-24881-7).
- (en) David Matz, Greek and Roman Sport : A Dictionnary of Athletes and Events from the Eighth Century B. C. to the Third Century A. D., Jefferson et Londres, McFarland & Company, 1991, 169 p. (ISBN 0-89950-558-9)
- (it) Luigi Moretti, « Olympionikai, i vincitori negli antichi agoni olimpici », Atti della Accademia Nazionale dei Lincei, vol. VIII,‎ 1959, p. 55-199.